# Język mandejski

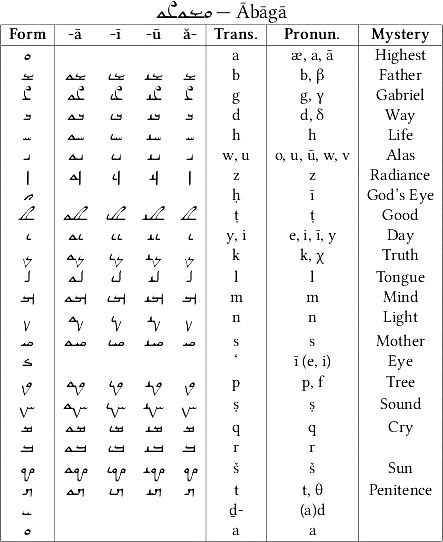
Alfabet mandejski

Język mandejski – jeden z dialektów nowoaramejskich. Nazwa może oznaczać język używany w liturgii przez mandejczyków lub współczesny język używany przez wyznawców tej religii w okolicach miasta Ahwaz w Iranie i w Chorramszahr, które leżą w południowo-zachodnim irańskim ostanie Chuzestan. Zapisywany alfabetem mandejskim, zbliżonym do pisma syryjskiego.
Charakterystyczny dla mandejskiego jest całkowity zanik spółgłosek gardłowych. Na język mandejski wpływa język aramejski judeo-palestyński, samarytański aramejski, hebrajski, grecki, łacina, a także język akadyjski i język partyjski.

## Klasyfikacja
Język mandejski należy do południowo-wschodniej grupy języka aramejskiego i jest blisko spokrewniony z żydowskim dialektem aramejskim babilońskim w głównych fragmentach babilońskiego Talmudu.

## Alfabet
Język mandejski zapisywany jest alfabetem mandajskim, który składa się z 23 grafemów, z których ostatni jest ligaturą. Grafemy pojawiające się na misach z inkantacjami i amuletach nieco się różnią od znaków późnego rękopisu. Pochodzenie i rozwój alfabetu mandejskiego są wciąż przedmiotem dyskusji.